# Política de Costa Rica
Costa Rica está regida por la constitución política del 7 de noviembre de 1949, en la cual se establece un sistema presidencialista y un estado unitario.

## Poderes del Estado

### Poder Ejecutivo
- Presidente y Jefe de Gobierno electo por 4 años: Rodrigo Chaves Robles (desde el 3 de abril de 2022)
- Primer Vicepresidente: Stephan Brunner Neibig (desde el 8 de mayo de 2022)
- Segundo Vicepresidente: Mary Munive Angermüller (desde el 8 de mayo de 2022)
- Gabinete de gobierno: elegido por el presidente de la República.

### Poder Legislativo
- Asamblea Legislativa de Costa Rica unicameral con 57 asiento. Los miembros son electos por voto popular directo durante un periodo de 4 años.

### Poder Judicial
- Corte Suprema de Justicia, con 22 magistrados que son electos por un período de 8 años por la Asamblea Legislativa.

### Partidos con representación parlamentaria actualmente
(Número de escaños de un total de 57)
- Partido Liberación Nacional                    (17)
- Partido Acción Ciudadana                       (10)
- Partido Unidad Social Cristiana                (9)
- Bloque autodenominado "Nueva República"            (8)
- Restauración Nacional                  (6)
- Partido Integración Nacional                   (3)
- Partido Republicano Social Cristiano           (2)
- Frente Amplio                          (1)
- Independiente          (1)

Un único diputado se ha declarado independiente, Erick Rodríguez Steller diputado por la Provincia de Alajuela electo por el Partido Integración Nacional.
Además, Carolina Hidalgo Herrera fue nombrada Presidenta de la Asamblea Legislativa con sus compañeros, María Inés Solís Quirós (Vicepresidencia), Luis Fernando Chacón Monge (Primera Secretaría), Ivonne Acuña Cabrera (Segunda Secretaría), Yorleny León Marchena (Primera Prosecretaría), Shirley Díaz Mejía (Segunda Prosecretaría).
Los partidos políticos solamente recibirán dinero estatal en caso de lograr un porcentaje de votos o bien al lograr diputaciones. Tras las elecciones presidenciales del año 2022, solamente ocho agrupaciones políticas tendrán el derecho al aporte del Estado.

## Otras instituciones
- El Tribunal Supremo de Elecciones TSE es el encargado de llevar a cabo las elecciones, lo forman tres magistrados principales y seis suplentes electos por la Corte Suprema de Justicia.
- La Sala Constitucional de la Corte Suprema conocida en el país popularmente como Sala IV, establecida en 1989, revisa la legislación y la constitucionalidad de las leyes, así como los decretos ejecutivos y las garantías de habeas corpus que se dieran.
- El ejército se proscribió en la constitución política de 1949 como institución permanente.
- Entre las instituciones autónomas, algunas que ofrecen servicios públicos son:
  - Contraloría General de la República
  - Procuraduría General de la República
  - Defensoría de los Habitantes
  - Instituto Costarricense de Electricidad (ICE)
  - Caja Costarricense del Seguro Social (CCSS)
  - Instituto Nacional de Seguros (INS)
  - Refinadora Costarricense de Petróleo (RECOPE)
  - Banco Central de Costa Rica (BCCR)

## TLC
El Tratado de Libre Comercio entre Centroamérica y Estados Unidos (CAFTA por sus siglas en inglés) más conocido en Costa Rica como TLC, se aprobó en el referendo del 7 de octubre de 2007, con un resultado de 51% a favor y 48% en contra.
Cabe destacar que aun así el TLC no entró en vigor de inmediato, dado que se debían aprobar 13 leyes implementarias en el Congreso para que pueda ser aplicado. La fecha límite para la cual se debían tener aprobados cada uno de estos 13 proyectos era el 29 de febrero de 2008, de lo contrario aunque haya sido aprobado en el referendo del 7 de octubre, el TLC no entraría en vigencia, sin embargo, gracias a varias prórrogas solicitadas por el gobierno a los demás países miembros, la fecha límite se extendió hasta que finalmente entró en vigor después de aprobar el último proyecto de la agenda de implementación del TLC.